# Kuşkonar
Kuşkonar ist ein verlassenes Dorf im zentralen Landkreis der türkischen Provinz Şırnak. Der ursprüngliche kurdische Ortsname lautete Gever.
Am 26. März 1994 wurde das Dorf von der türkischen Luftwaffe angegriffen. Dabei starben 25 Dorfbewohner. Die Überlebenden steckten ihre Toten in Plastiksäcke, bestatteten sie in einem Massengrab in unmittelbarer Umgebung und gaben das Dorf auf. Das Massengrab soll nach dem Willen der Staatsanwaltschaft Diyabakır geöffnet werden (Stand: Januar 2013). Im Bevölkerungsregister war Ende 2013 der Tod der 25 Menschen noch nicht registriert worden.
2013 wurden den Angehörigen der Opfer und den Geschädigten Entschädigungen vom Europäischen Gerichtshof für Menschenrechte zugesprochen.